# ادريانو بيلي
ادريانو بيلي هو لاعب كرة قدم أمريكية ولاعب كرة قدم كندية كندي، ولد في 25 أغسطس 1977 في تورونتو في كندا.